# Fontenu
Fontenu là một xã trong vùng hành chính Franche-Comté, thuộc tỉnh Jura, quận Lons-le-Saunier, tổng Clairvaux-les-Lacs. Tọa độ địa lý của xã là 46° 40' vĩ độ bắc, 05° 49' kinh độ đông. Fontenu nằm trên độ cao trung bình là 594 mét trên mực nước biển, có điểm thấp nhất là 485 mét và điểm cao nhất là 667 mét. Xã có diện tích 6.71 km², dân số vào thời điểm 2005 là 49 người; mật độ dân số là 7 người/km².

## Thông tin nhân khẩu
| 1962 | 1968 | 1975 | 1982 | 1990 | 1999 |
| ---- | ---- | ---- | ---- | ---- | ---- |
| 36   | 52   | 50   | 47   | 35   | 40   |

## Địa điểm tham quan
Nhà thờ Saint-Bonnet được xây dựng trong thế kỉ thứ 17. Thắng cảnh tự nhiên là Hồ Chalain (Lac de Chalain).